# 660
| 660                |
| ------------------ |
| Dødsfald - Fødsler |
|                    |

| Gregoriansk kalender | 660 DCLX                |
| Ab urbe condita      | 1413                    |
| Armensk kalender     | 109 ԹՎ ՃԹ               |
| Kinesiske kalender   | 3356 – 3357 己未 – 庚申 |
| Etiopisk kalender    | 652 – 653               |
| Jødisk kalender      | 4420 – 4421             |
| Hindukalendere       |                         |
| - Vikram Samvat      | 715 – 716               |
| - Shaka Samvat       | 582 – 583               |
| - Kali Yuga          | 3761 – 3762             |
| Iransk kalender      | 38 – 39                 |
| Islamisk kalender    | 39 – 40                 |

Se også 660 (tal)

## Begivenheder
11. Februar 660 AD – Japans nationale grundlæggelsesdag